# Анизогамия

Гетерогамия (от др.-греч. ἕτερος — «иной», «различный» и γάμος — «брак»), анизогамия (от др.-греч. ἄνισος — «неравный» и γάμος) — форма полового процесса, при котором сливаются две морфологически разные (по форме) гаметы. При анизогамии гаметы разделяются на мужские и женские и обладают разным типом спаривания. У многих организмов различается меньшая по размеру микрогамета, которая считается мужской, и большая, менее активно двигающаяся — женская. Характерна для различных зелёных водорослей, мхов и некоторых других растений, а также для некоторых животных. В наиболее выраженных случаях макрогамета совсем неподвижна и гораздо больше микрогаметы. В таком случае макрогамету принято называть яйцеклеткой, микрогамету — сперматозоидом, а тип спаривания — оогамией.
Термин «анизогамия» обычно применяют по отношению к растениям и простейшим, хотя иногда и у многоклеточных животных половой процесс протекает в форме анизогамии.